# Design Channel
『Design Channel』（デザイン・チャンネル）は、「デザイン」をテーマにした情報番組。テレビ東京で2005年4月1日から2008年6月27日まで放送されていた。放送回数は全163回。

## 内容
「デザインが世界を変えて行く」をコンセプトに作られた番組。建築、インテリア、プロダクト、ファッション、グラフィック、ジャンルを超えて生活にある優れたデザインを紹介する日本発のデザイン情報番組。

## 番組の形式
- 川上麻衣子の私が気になったデザイン
- オープニング NPO法人デザインアソシエーションのCM（コンペ情報など、随時）
- デザインインフォメーション1　dezeen news（2008年4月 - ）
- デザインインフォメーション2
- CM
- デザイン特講
- CM
- デザインインフォメーション3
- エンディング

### 過去のコーナー
- 週末はホームパーティ（2006年）
- はなの私が気になったデザイン（2006年11月 - 2008年3月）

### デザイン特講講師
- 伊東豊雄
- 隈研吾
- サイトウマコト
- 斎藤和弘
- 森田恭通
- 高野秀士
- 喜多俊之
- 小黒一三
- 内田繁
- 副田高行
- 盛田昌夫
- 團紀彦
- 浅葉克己
- 中西元男
- 安藤忠雄
- 森浩生
- 面出薫
- 鄭秀和
- ルイジ・コラーニ
- 岡崎良二
- 井上正人
- 大江匡
- 佐藤可士和
- 眞木準
- 八木岡聡
- 青木克憲

- 中島信也
- 手塚貴晴・手塚由比
- 川上元美
- 日比野克彦
- 広川泰志
- 永井弘明
- 町田ひろ子
- 永井一史
- 松岡正剛
- 伊藤節
- 原研哉
- 杉本貴志
- マルセル・ワンダース
- 野中ともよ
- 奥村靫正
- 北川原温
- メグホソキ
- 西山浩平
- グエナエル・ニコラ
- 安西水丸
- 船曳鴻紅
- 猪子寿之
- 北川フラム
- 納谷学・納谷新
- 島村卓実
- 水野学

- 藤本壮介
- 長谷川祐子
- 辻村久信
- 左合ひとみ
- 中村史郎

## 特徴
- 下川一哉と川上麻衣子とTOKYO GIRLがあらゆるデザインを紹介する。
- ニューデザインパラダイスとは違い紹介される製品の値段は表示されない。
- 展覧会が紹介されるのは、その展覧会が終了してから。
- デザイン特講は観客を前に実際に講義される。流れは講師紹介-講義-キーワード-講義の繰り返しで行われる。2～4週間続く。
- デザイン特講講師の観客は一般人ではなくデザインに関係する人々。（主には学生）
- BGMはある程度決まったものが流される。（FreeTEMPOの楽曲を使うことが多い）
- オープニングはクレジットは無いが、砂原良徳のearth beat。エンディングはm-flo loves 坂本龍一のI WANNA BE down。
- 外国人が登場する場合基本的にどこの国の人であろうとも英語で話し、内容は字幕で表される。
- 「はなの私が気になったデザイン」は、はなが友達から貰ったり、ノミ市で買ってきた物なので、同じものを購入するのは難しい。
- 「川上麻衣子の私が気になったデザイン」は、はなとは違い比較的現在でも買える物を紹介している。

## 出演者
- 下川一哉（日経デザイン）（2005年4月 - 2008年6月）
- 川上麻衣子（2008年4月 - 2008年6月）
- TOKYO GIRL（2008年4月 - 2008年6月）

### 過去の出演者
- はな（2006年11月 - 2008年3月）
- 山本雅也（デザインジャーナリスト）
- 山野ゆり（週代わりアシスタント）
- 木口美和子（週代わりアシスタント）
- 菊池亜希子（週代わりアシスタント）
- 朝倉いくよ（週代わりアシスタント）
- 尾上綾華（週代わりアシスタント）